# Адам Петровић
Адам Петровић Гигац (Велики Градац, код Глине, 17. април 1913 — Загреб, 8. јун 1984) био је учесник Народноослободилачке борбе, друштвено политички радник СФР Југославије и СР Хрватске и народни херој Југославије.

## Биографија
Рођен је 17. априлa 1913. године у селу Велики Градац у околици Глине. Потиче из сиромашне сељачке породице. Као дете остао је без оца и мајке, па је живио с дедом, баком и стричевом дванаестерочланом породицом. Како је морао чувати стоку, једва је успео завршити три разреда основне школе. С 13 година одлази од куће, и запошљава се на пилани у Додушима. Скраћени војни рок од девет месеци служи 1937. године у Призрену. Враћа се у село, где на три јутра земље заснива породицу, али га сиромаштво тера на посао сезонског радника и надничара.
Априла 1941. године, док у Сиску борави у резерви, сазнаје о злочиначкој усташкој организацији, доживљава расуло старе југословенске војске и с мађарске границе преко Дарувара, Грубишног Поља и Сиска успева да дође до Петриње, где му „Мачекова заштита“ одузима војну опрему и оружје. Из притвора у Петрињи, је побегао и преко Банског Грабовца дошао у село.
Како су усташе још пре устанка започеле да врше злочине над српским народом Баније, Гигац се склонио у оближњу шуму Анђелина коса, и као многи други мушкарци, је тек повремено навраћао кући. Пре акције партизана Васиља Гаћеше на непријатељско упориште Бански Грабовац, 23. јулa 1941. године, Петровић учествује у одбрани свога села од усташких напада. 10. августа 1941, када Васиљ Гаћеша с групом устаника пролази кроз његово село, Адам ступа у Гаћешин партизански одред.
Гигац се истакао већ у првим акцијама, тако да је у борбама с усташама код села Маје заробио карабин с 60 метака. У октобру 1941, постаје десетар. Три пута учествује у борби с усташама на Зрину; посебно је запажена његова смелост као командира вода у нападу на усташку посаду у Додошима, где на челу групе бомбаша уништава велику групу усташа која је дошла да убија и пљачка у селу. Убацивши бомбе у једну кућу, ускаче у њу и убија двојицу познатих крвника. Следи напад на жандармеријску станицу у Краљевчанима у којем има задатак да нападне општинску зграду коју је чувало неколико стражара. Гигац је упао у зграду и убио двојицу непријатељских војника, па из ње успео да изнесе две пушке, 3 писаће машине и други канцеларијски материјал. Као вода бомбашке групе, Петровић је изненадно упао у жељезничку станицу Бачуга, где је убио 6 усташа, а петорицу заробио. Затим упада у просторије петрињског водовода, претходно убијајући стражаре, и заробљава 13 домобрана, двојицу усташа, и заплењује 11 пушака и пушкомитраљез.
У Комунистичку партију Југославије је примљен 17. априлa 1942. године. На цести Нови — Крупа, Адам је показао особиту смелост и јунаштво кад с једним борцем претрчава брисани простор и долази до самог усташко-домобранског утврђења. Док је група бораца с разних страна пуцала на утврђење, Гигац се одједном појавио пред непријатељском посадом, рекавши им да су опкољени и да се предају. Видевши га пред собом, тако сигурна, показали су бијелу марамицу: 50 домобрана и усташа је заробљено, са свом ратном спремом. Од тада, Гигац као командир Прве чете Првог батаљона Првог банијског партизанског одреда учествује у низу акција.
Како је усташко-домобранска посада у Банском Грабовцу била велика препрека у ширењу слободног подручја, командир Адам Петровић преобукао је два вода партизана у домобранске униформе и ушао од села Бачуге у ово снажно утврђење. Тада је заробио 60 усташа и домобрана, са свом ратном спремом. Због близине других непријатељских упоришта, Гигцу није успело да уништи бункер и зграду Соколског дома у којем је непријатељ био утврђен, али је то учинио већ тога дана навечер, с десетином партизана.
У Равном Рашћу сам улази у зграду непријатељског утврђења, рукама хвата стражара и заробљава 27 домобрана и усташа. Следе акције оперативног официра Адама у Штабу Трећег батаљона Шеснаесте банијске удране бригаде Седме банијске дивизије, на Хрватском Чунтићу и на Лебреници, изнад Босанског Новог, где заробљава 200 домобрана и усташа, и 3 Немца с већом количином оружја и муниције. У борбама Седме банијске дивизије, од Класнића и Брубња, Адам води успутне борбе до Прозора, а затим учествује у свим биткама с немачким, усташким и четничким снагама у Четвртој и Петој непријатељској офанзиви. Велики јунак Баније сведок је и страдања свог народа који је био на путу с дивизијом.
После повратка на Банију, Гигац је командант батаљона у Другој бригади Седме банијске дивизије. Учествује у свакодневним акцијама дивизије, а посебно јунаштво показује у борби марта 1944. код Шареног моста, близу Костајнице. Пузећи је дошао на двадесетак метара од двојице немачких официра, као претходнице, и успео да их убије. Међутим, у брзом налету Черкеза је тешко рањен. Остао је сам, тешко рањен. Имао је само револвер с два метка. Откочио га је, с намером да се убије ако би пошли према њему. Није им хтио пасти жив у руке. Кад је чуо речи другова, знао је да је спашен. Отпремљен је у партизанску болницу, у село Жировац. Иако још незацељених рана, после свега 15 дана лечења, отишао је у батаљон. Поновно је рањен код Суње, у селу Мала Градуша, и отпремљен у партизанску болницу Дебело брдо, код Брестика, а онда у ослобођену Глину, где му је нога ампутирана. Тако је Адам Петровић морао да се заувек опрости од свог батаљона. До краја рата активно ради у Опшинском народноослободилачком одбору Мали Градац.
После ослобођења ради у друштвено-политичким организацијама општине и котара Глина. Био је члан Општинског комитета СК у Глини и председник општинског одбора СУБНОР-а и резервних војних старешина. Умро је 8. јуна 1984. године и сахрањен је у Гробници народних хероја на загребачком гробљу Мирогој.
Носилац је Партизанске споменице 1941. и других југословенских одликовања. Орденом народног хероја одликован је 24. јулa 1953. године.

## Занимљивости
Упад Петровићеве групе партизана у утврђење Бански Грабовац послужио је Антуну Врдољаку у филму „У гори расте зелен бор“ из 1971. године. По узору на овај догађај, у филму су се борци Дикановог (Борис Дворник) партизанског одреда такође преобукли у домобране и тако несметано ушли у утврђење, јер нападом споља никад не би успели да га освоје. После тога су савладали посаду и уништили утврђење експлозивом.